# 三河 (新墨西哥州)
三河（英語：Three Rivers）是美國新墨西哥州奧特羅縣一個非建制地區，其海拔高度是1393米（4570英尺）。當地是首位女性梅斯卡萊羅阿帕契族首領維珍尼亞·克里內科萊的故鄉，並曾於1883年、1912年至1943年以及1945年至1965年期間設有一所郵政局。